# 我らの山
『我らの山』（われらのやま、アルメニア語: Մե՛նք ենք մեր սարերը（Menk' enk' mer sarerə）またはՄե՛նք ենք մեր լեռները（Menk' enk' mer leṙnerə）、『我らが山』・『おじいさんとおばあさん』とも。直訳は「私たちは私たちの山々である」）は、ステパナケルト（アゼルバイジャン語名称：ハンケンディ）にあるアルメニア人の記念碑である。ナゴルノ・カラバフに居住するアルメニア人の象徴であった。
記念碑は、1967年にサルキス・バルダサリャン（Սարգիս Բաղդասարյան、Sargis Baghdasaryan）によって建造された。記念碑は火山性の凝灰岩を彫って造られている。記念碑は老いた男女の姿をしており、ナゴルノ・カラバフの人々を象徴している。
別名は『おじいさんとおばあさん』（東アルメニア語ではՏատիկ և Պապիկ（Tatik yev Papik）、西アルメニア語ではՄամիկ և Պապիկ（Mamig yev Babig））。1991年にアゼルバイジャンから独立を宣言したアルツァフ共和国の国章に中心的に描かれている。
2023年9月のアゼルバイジャンの攻勢後、アルメニア人はステパナケルトから脱出した。9月29日、アゼルバイジャンのカラバフ経済地域首席顧問であるアラズ・イマノフは我らの山にアゼルバイジャンの国旗を掲げた写真をフェイスブックに投稿し話題となったが、職務違反として10月16日に懲戒免職処分が下された。
2023年10月1日にアゼルバイジャンのイルハム・アリエフ大統領が破壊を命令したとアルメニアのメディアは報じていたものの、2024年8月時点では現存している。2024年8月、アゼルバイジャンの国立文化機関は我らの山を「アゼルバイジャンの多文化・多宗教に対する寛容の象徴」と説明した。

アルツァフの国章。中心に「我らの山」が描かれている。
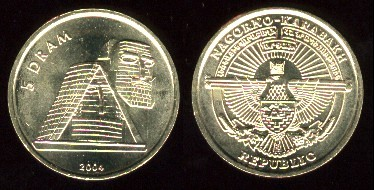
5アルツァフ・ドラム（英語版）

## ユーロビジョン・ソング・コンテスト関連
2009年のユーロビジョン・ソング・コンテストでは、この石像のイメージの使用をめぐってアルメニアとアゼルバイジャンの間で論争となった。詳細はユーロビジョン・ソング・コンテスト2009#アルメニアとアゼルバイジャンを参照。